# Abbate
Abbate (italienska), även Abate, kallas i Italien en ung andlig, som genomgått teologisk lärokurs och erhållit tonsuren, men inte blivit prästvigd.